# Recer
Recer je priimek več znanih Slovencev:
- Karel Recer (*1936), gospodarstvenik
- Matej Recer (*1966), filmski in gledališki igralec
- Nataša Recer (*1970), kostumografinja